# Giglovce
Giglovce (ungarisch Giglóc) ist eine Gemeinde im Osten der Slowakei mit 130 Einwohnern (Stand 31. Dezember 2024), die im Okres Vranov nad Topľou, einem Teil des Prešovský kraj, liegt.

## Geographie
Die Gemeinde befindet sich im Südteil der Niederen Beskiden im Bergland Ondavská vrchovina, im Tal des Baches Ondalík im Einzugsgebiet der Oľka und weiter der Ondava, südöstlich des Stausees Veľká Domaša. Das Ortszentrum liegt auf einer Höhe von 151 m n.m. und ist 22 Kilometer von Vranov nad Topľou entfernt.
Nachbargemeinden sind Holčíkovce im Westen und Norden, Girovce im Nordosten, Jasenovce im Osten und Südosten, Žalobín im Süden und Malá Domaša im Südwesten.

## Geschichte

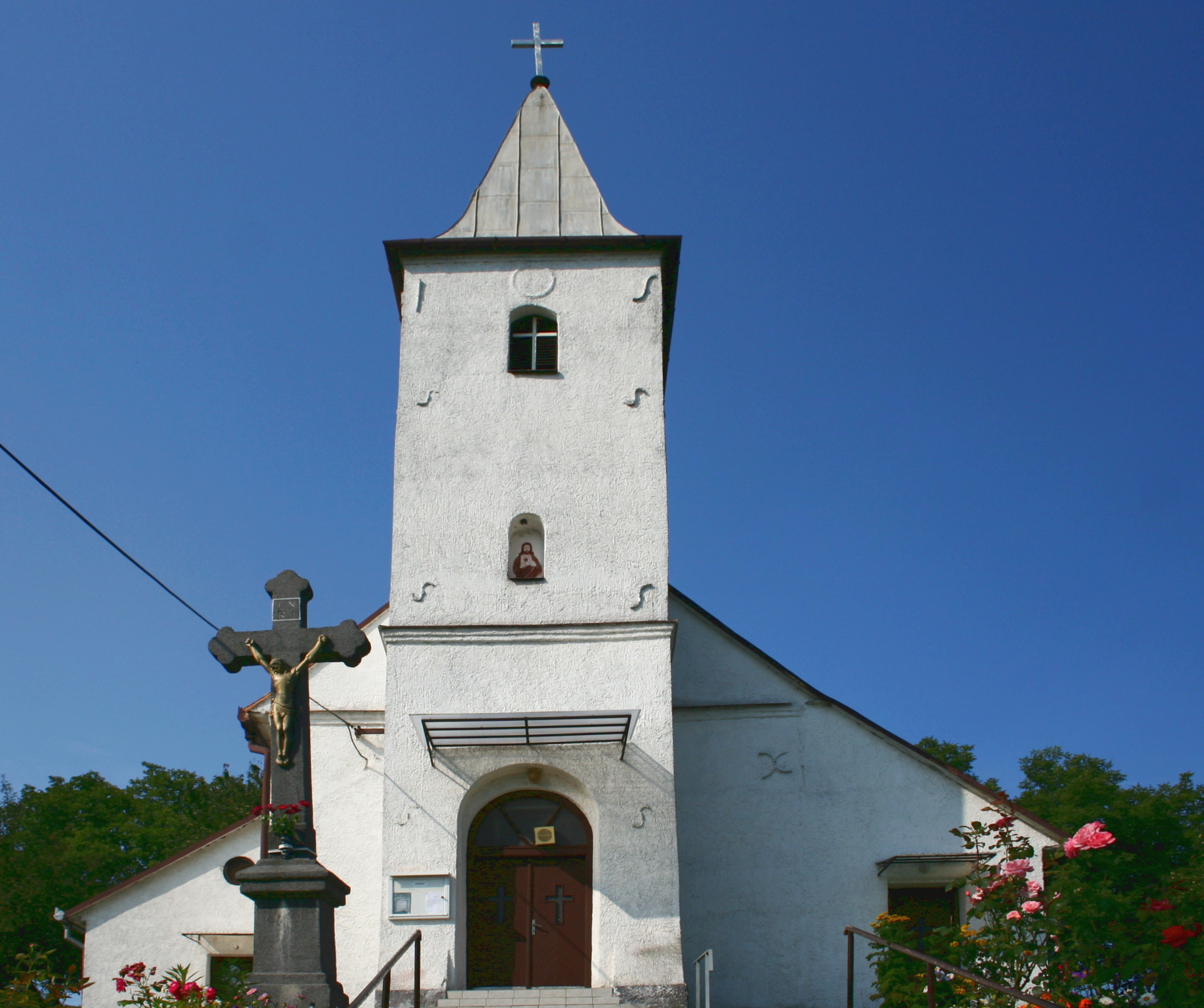
Kirche in Giglovce

Giglovce wurde zum ersten Mal 1408 als Gyglouicz beziehungsweise Gyglouycz schriftlich erwähnt, weitere historische Bezeichnungen sind unter anderen Gyglonych (1410), Giglolcz (1454), Gyglowcze (1773) und Giglowce (1786). Bis zum 18. Jahrhundert lag das Dorf in der Herrschaft von Stropkov, ab dem Jahr 1767 war es Besitz der Familie Roll, im 19. Jahrhundert der Familien Larisch und Sztáray.
1715 gab es zwei verlassene und fünf bewohnte Haushalte. 1787 hatte die Ortschaft 21 Häuser und 223 Einwohner, 1828 zählte man 25 Häuser und 195 Einwohner, die als Landwirte und Waldarbeiter tätig waren.
Bis 1918 gehörte der im Komitat Semplin liegende Ort zum Königreich Ungarn und kam danach zur Tschechoslowakei beziehungsweise heute Slowakei. Nach dem Zweiten Weltkrieg pendelte ein Teil der Einwohner zur Arbeit nach Hencovce, die Landwirte waren privat organisiert.

## Bevölkerung
| Jahr                | 1994 | 2004     | 2014     | 2024     |
| ------------------- | ---- | -------- | -------- | -------- |
| Anzahl der Personen | 189  | 170      | 145      | 130      |
| Unterschied         |      | −10,05 % | −14,70 % | −10,34 % |

| Jahr                | 2023 | 2024    |
| ------------------- | ---- | ------- |
| Anzahl der Personen | 134  | 130     |
| Unterschied         |      | −2,98 % |

Nach der Volkszählung 2011 wohnten in Giglovce 153 Einwohner, davon 148 Slowaken. Fünf Einwohner machten keine Angabe zur Ethnie.
143 Einwohner bekannten sich zur römisch-katholischen Kirche, drei Einwohner zur griechisch-katholischen Kirche und ein Einwohner zur Evangelischen Kirche A. B. Ein Einwohner war konfessionslos und bei fünf Einwohnern wurde die Konfession nicht ermittelt.

## Bauwerke und Denkmäler
- römisch-katholische Kreuzerhöhungskirche aus dem Jahr 1922[6]

## Verkehr
Durch Giglovce führt nur die Cesta III. triedy 3629 („Straße 3. Ordnung“) von Jasenovce nach Holčíkovce und weiter Ďapalovce.